# Centurio

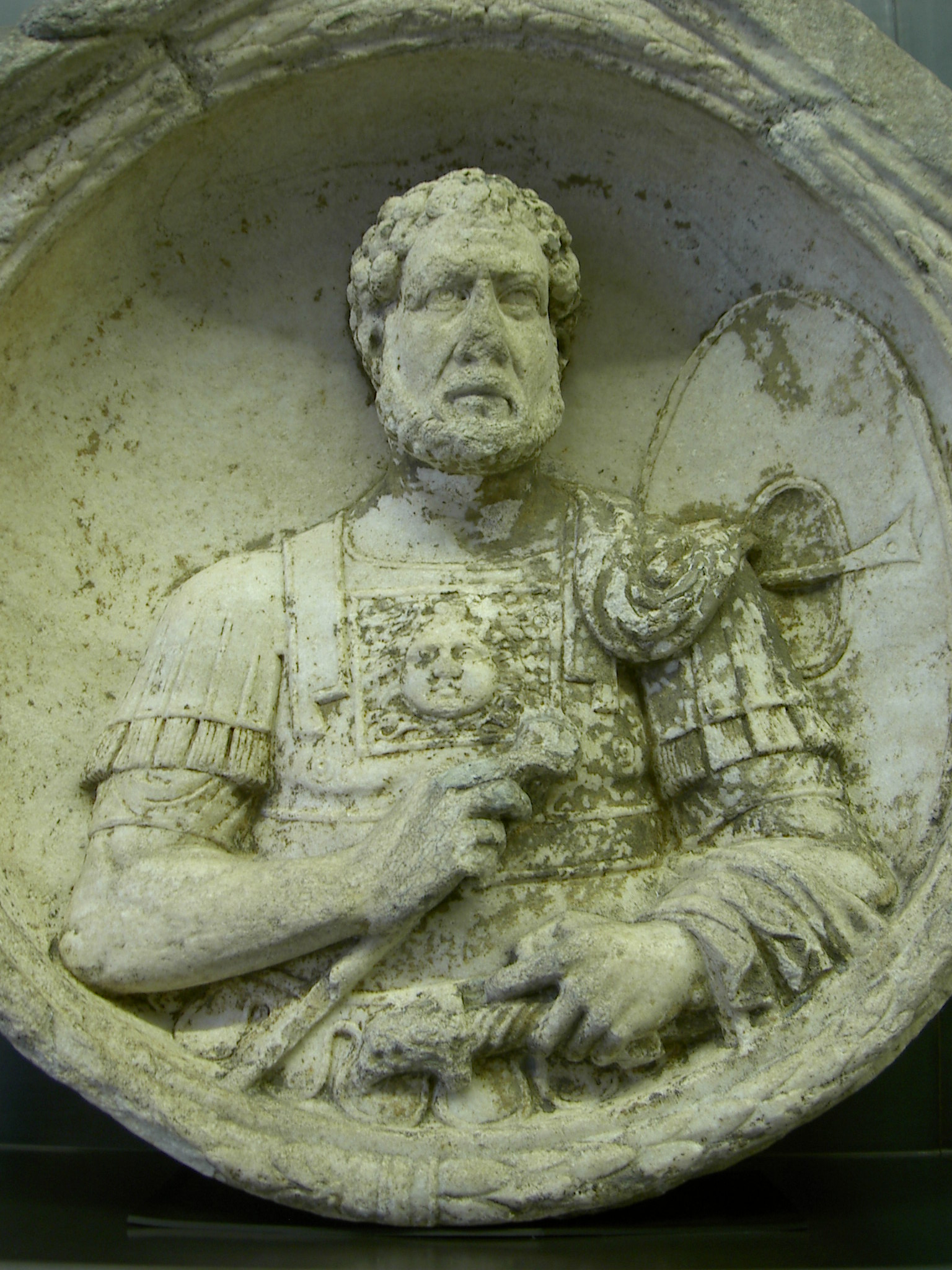
Centurio auf Grabmedaillon aus Flavia Solva, 2. Jahrhundert Joanneum, Graz

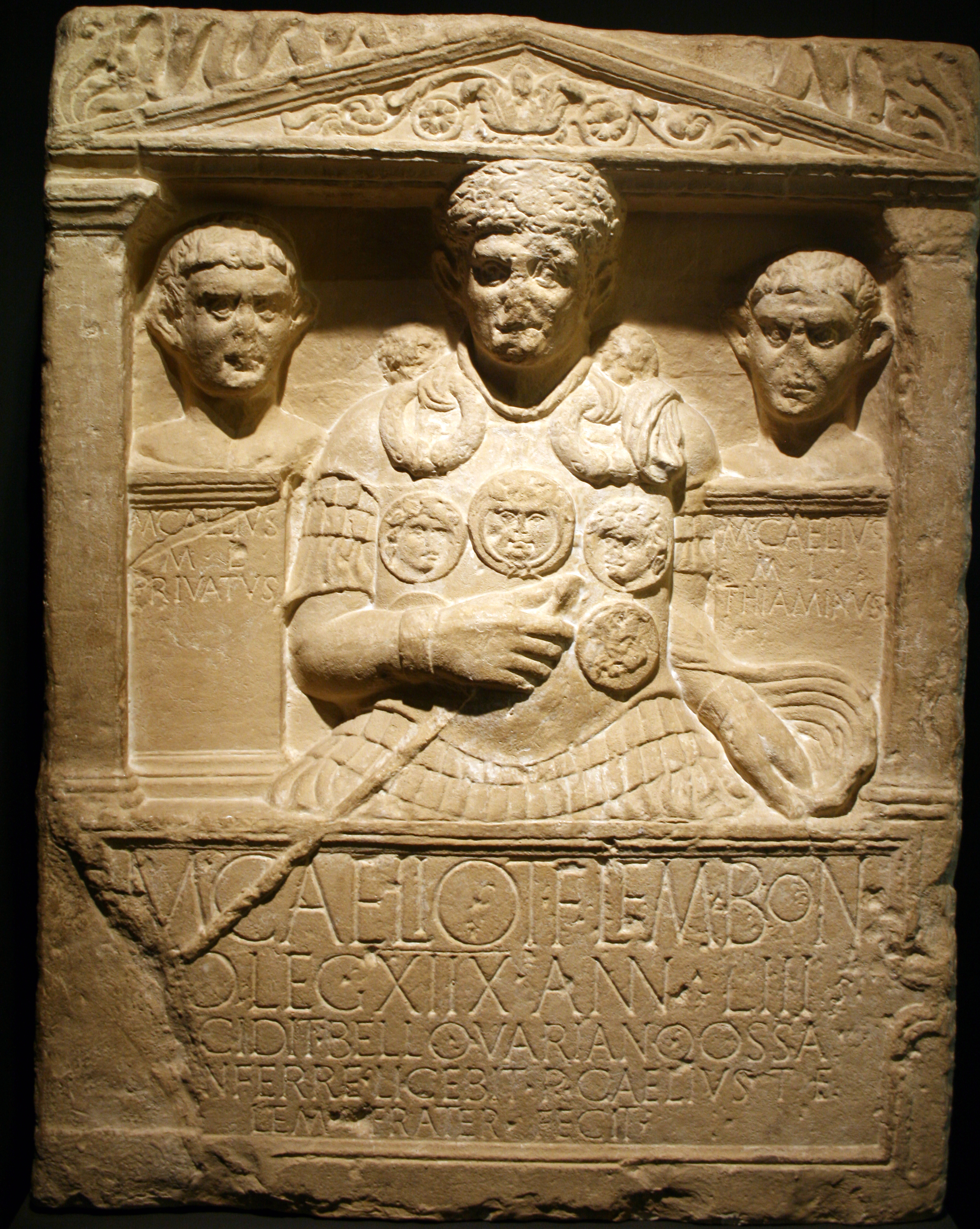
Der Grabstein des Marcus Caelius

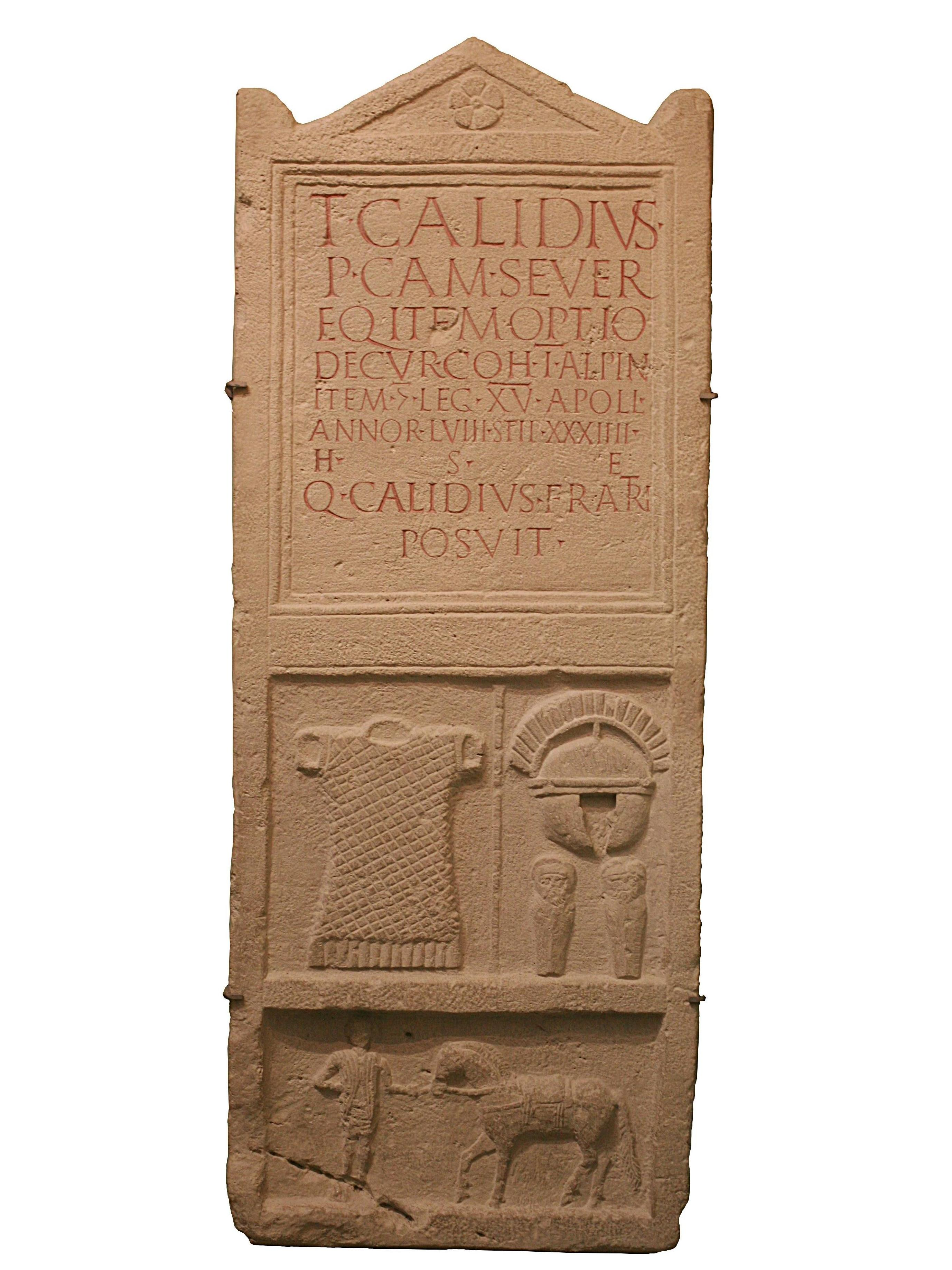
Grabstein des Titus Calidius Severus, Beinschienen und der Helm mit quergestellten Helmbusch sind gut zu erkennen. Weiterhin wird der Aufstieg geschildert.

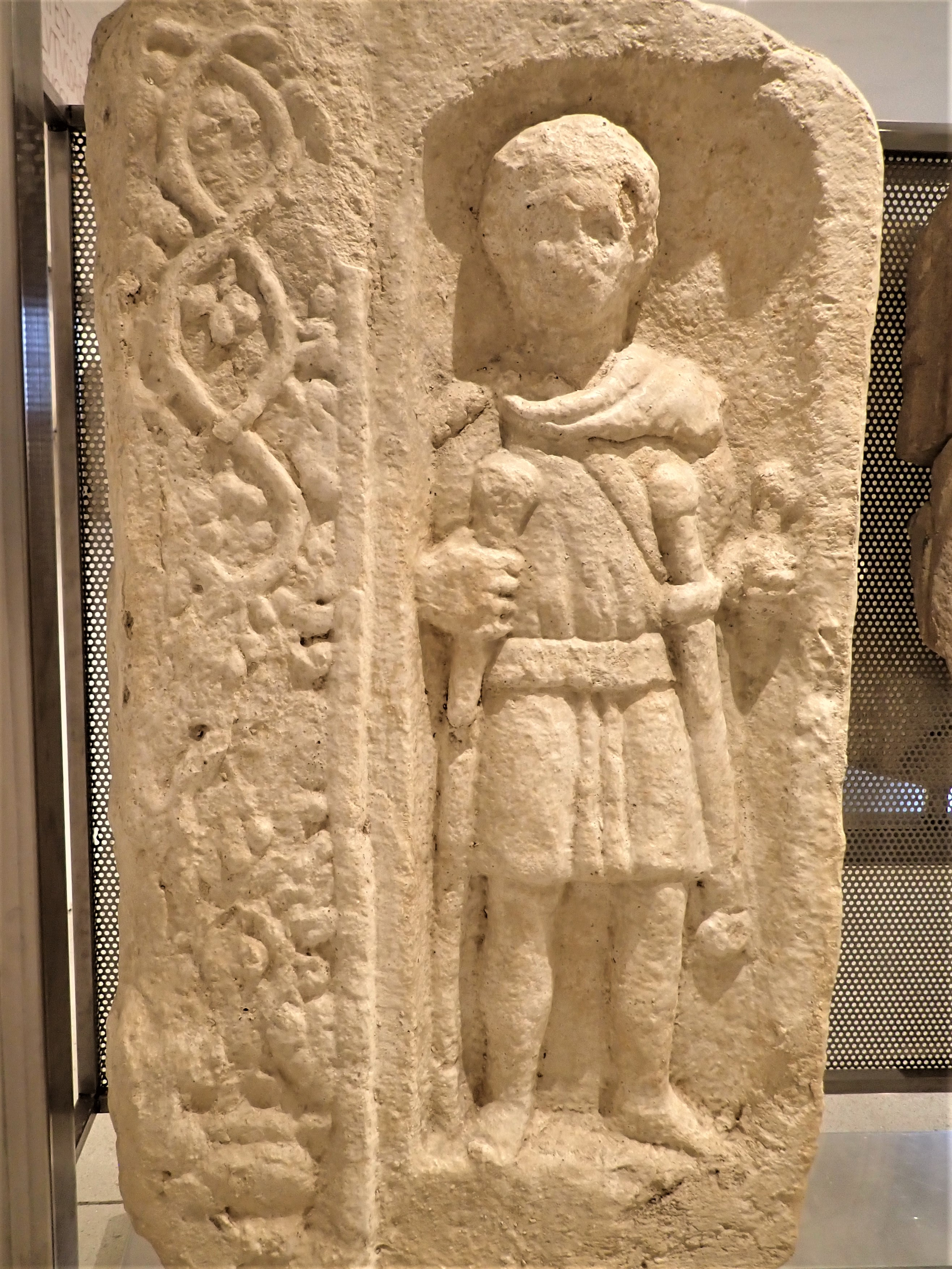
Centurio mit Vitis (Rebstock) als Rangabzeichen in der Hand, Römermuseum Teurnia

Centurio oder auch Zenturio („Hundertschaftsführer“, von lateinisch centum = hundert), in altgriechischen Quellen auch als Hekatontarch (griechisch ἑκατόνταρχος, Hekatóntarchos) bezeichnet, war die Bezeichnung für einen Offizier des Römischen Reiches, der normalerweise eine Centuria („Hundertschaft“) der römischen Legion oder eine vergleichbare Einheit der Auxiliartruppen (Hilfstruppen) befehligte. Es gab jedoch vielfältige Abstufungen innerhalb des Ranges. Der Name deutet zwar auf „hundert“ hin, jedoch bestand eine reguläre Centuria schon in der frühen Republik nur aus etwa 80 Legionären.

## Herkunft
Im Gegensatz zu den Stabsoffizieren, die aus dem Ritterstand oder Senatorenstand kommen mussten, stiegen Centurionen immer aus dem Mannschaftsdienstgrad auf; damit konnte theoretisch jeder römische Bürger Centurio werden. In der Anfangsphase der Legion wurde der Centurio von seinen Soldaten gewählt, später durch den Legaten, den Legionskommandeur, ernannt. Dabei bedurfte in der Kaiserzeit die Ernennung der Bestätigung durch den Kaiser. Der Centurionenstand bildete das Rückgrat der römischen Armee und war für die Disziplin und Ordnung der Truppen von entscheidender Bedeutung. Es gibt eine Vielzahl von Berichten über die Härte, aber auch Tapferkeit der Centurionen. Wie hart eine Schlacht für die römische Seite war, wurde deshalb oft (auch) an der Zahl gefallener Centurionen festgestellt. Im Gegensatz zu den Mannschaften und „Unteroffizieren“ wurden viele Centurionen nach Ablauf ihrer Dienstzeit nicht entlassen, sondern blieben bis zu ihrem Tod bei der Armee.

## Aufgabe
Der Centurio war als Vorgesetzter für die Ausbildung und die Ausrüstung seiner Legionäre verantwortlich. Er hatte das Recht, seine Leute auszuzeichnen und zu bestrafen; für Letzteres wurde auch vielfach der Weinstock (vitis) eingesetzt, den er als Zeichen seines Ranges bei sich trug. Außerdem unterschieden sich Ausrüstung und Uniformierung der Centurionen von denen der Mannschaften, am auffälligsten durch den quer getragenen Helmbusch (crista transversa), die Beinschienen und das auf der linken Seite getragene Schwert. Er erhielt abhängig von der Stellung einen höheren Sold; im 2. Jahrhundert betrug er ungefähr das Zwanzigfache des Solds eines Legionärs.
Neben einer eigenen Stube im Unterkunftsgebäude stand ihm ein eigenes Zelt und Reitpferd sowie Tragtier (etwa das lateinisch mulus ‚Maultier‘ ‚Maulesel‘) zu. Die Rüstung und die Auszeichnungen eines Centurios finden sich vielfach auf Grabsteinen verstorbener Offiziere dargestellt.
Unterstützt wurde der Centurio durch einen Optio als Stellvertreter und weitere Principales, wie den Signifer und den Tesserarius.

## Untergliederung
Centurio war kein einheitlicher Rang. Zwar standen Centurionen mit wenigen Ausnahmen alle einer Centurie vor, der eigentliche Rang ergab sich dabei jedoch aus der Stellung dieser Centurie innerhalb der Legion, die sich in zusätzlichen Bezeichnungen ausdrückte. Dabei wurde zunächst unterschieden zwischen den Centurionen der verschiedenen Manipel (in aufsteigender Bedeutung): Hastaten, Principes und Triarier (Letztere oft als Pili bezeichnet). Innerhalb eines Manipels stand der Kommandeur der ersten Centuria (prior) über dem der zweiten (posterior). Also sah die Rangfolge so aus (absteigend):
- Primus Pilus: Centurio der 1. Centurie der 1. Kohorte
- Pilus Prior: Centurio der 1. Centurie der 2. bis 10. Kohorte
- Princeps Prior: Centurio der 2. Centurie der 1. bis 10. Kohorte
- Hastatus Prior: Centurio der 3. Centurie der 1. bis 10. Kohorte
- Pilus Posterior: Centurio der 4. Centurie der 2. bis 10. Kohorte
- Princeps Posterior: Centurio der 4. Centurie der 1. Kohorte sowie der 5. Centurie der 2. bis 10. Kohorte
- Hastatus Posterior: Centurio der 5. Centurie der 1. Kohorte sowie der 6. Centurie der 2. bis 10. Kohorte.[2]

Dabei bestand jedoch nur zwischen dem Prior und Posterior des gleichen Manipels ein echtes Vorgesetztenverhältnis. Wurde eine Kohorte selbstständig eingesetzt und war kein Tribun für das Kommando bestimmt, so führte sie der ranghöchste Centurio der Kohorte, der Pilus Prior.
Vom Rang her, aber nicht im Sinne einer Befehlsgewalt allen anderen übergeordnet waren die Centurionen der ersten Kohorte, in der das Feldzeichen geführt wurde. Dies waren die Centurionen des Primus ordo, der ersten Ordnung.
Ganz besonders hervorgehoben war der Primus Pilus. Er führte die erste Centuria, welche während einiger Zeit des römischen Reiches die doppelte Mannstärke der übrigen Centurien hatte und den Legionsadler führte. In der Legion war der Primus Pilus nur dem Legaten, den sechs Tribunen und dem Praefectus castrorum unterstellt. Aus dieser Stellung leiten sich drei Bezeichnungen ab:
- Primus pilus: oberster Centurio einer Legion, verantwortlich für den Schutz des Legionsadlers und Berater des Legaten
- Primus pilus bis: Centurio, der ausnahmsweise eine zweite Amtszeit als Primus Pilus absolviert
- Primipilaris: ehemaliger Primus Pilus

Für die Kaiser stellten die Primipilares ein Reservoir fähiger Führer dar, die nicht in die Strukturen der etablierten Machteliten Roms verstrickt waren.
Außerhalb der Kohortenstruktur konnten Centurionen noch eingesetzt werden als:
- Princeps praetorii: Centurio, der zu einem Stab abgestellt ist
- Centurio supernumerarius: wörtlich „der überzählige Centurio“, Centurio mit speziellen Aufgaben, ohne eigene Einheit.

Durch diese starke Untergliederung fällt es schwer, den Centurio mit modernen Dienstgraden zu vergleichen. In seiner Funktion als Führer einer 80 bis 100 Mann starken Infanterieeinheit entspricht er am ehesten einem Hauptmann. Ein Primus Pilus wäre dagegen vielleicht mit einem Oberst vergleichbar und hatte ein erhebliches gesellschaftliches Prestige.

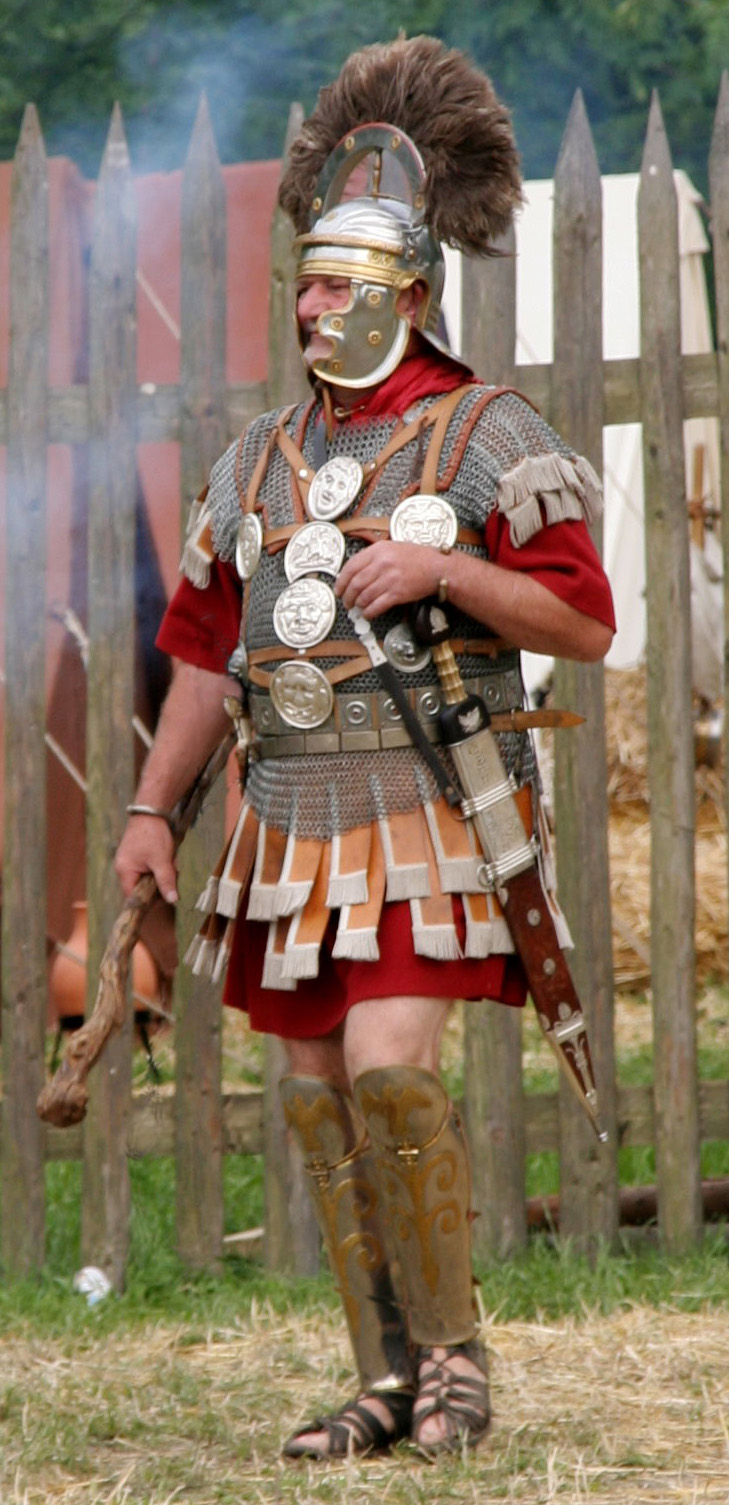
Centurio um 70 n. Chr. (Rekonstruktion)
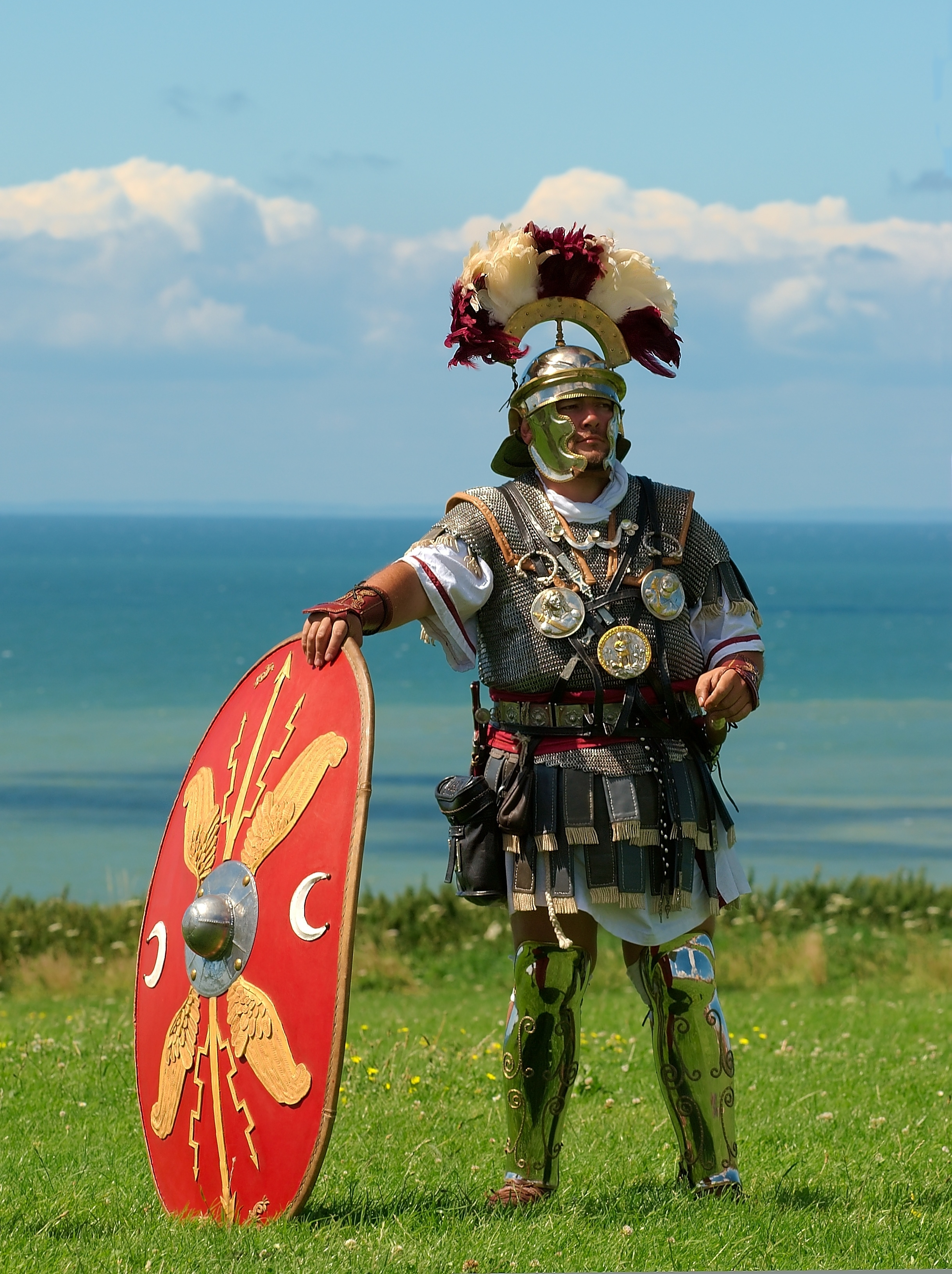
Centurio in einer historischen Nachstellung
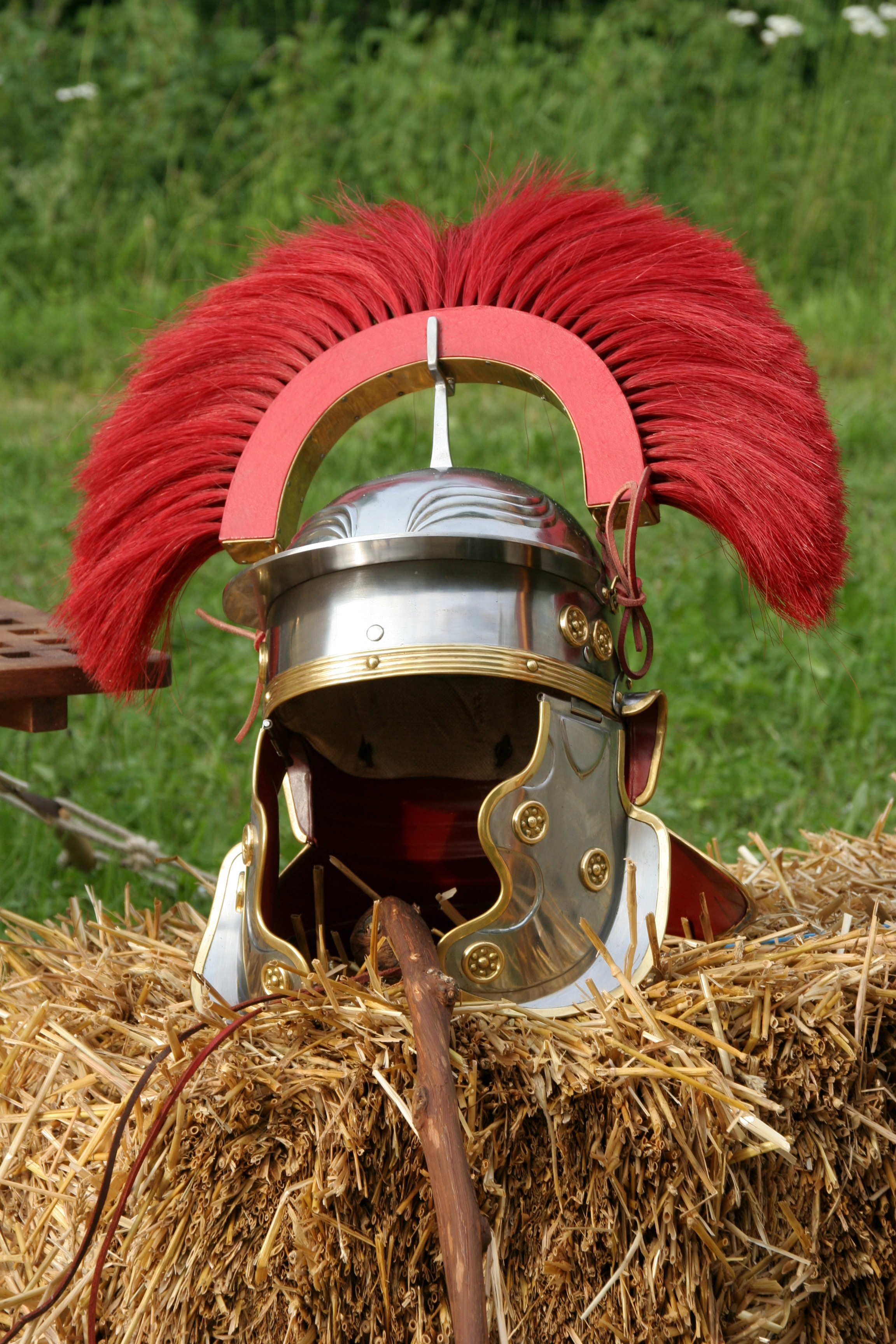
Helm eines Centurios Ende des 1. Jhdts., vorne der Weinstock (Nachbildungen)
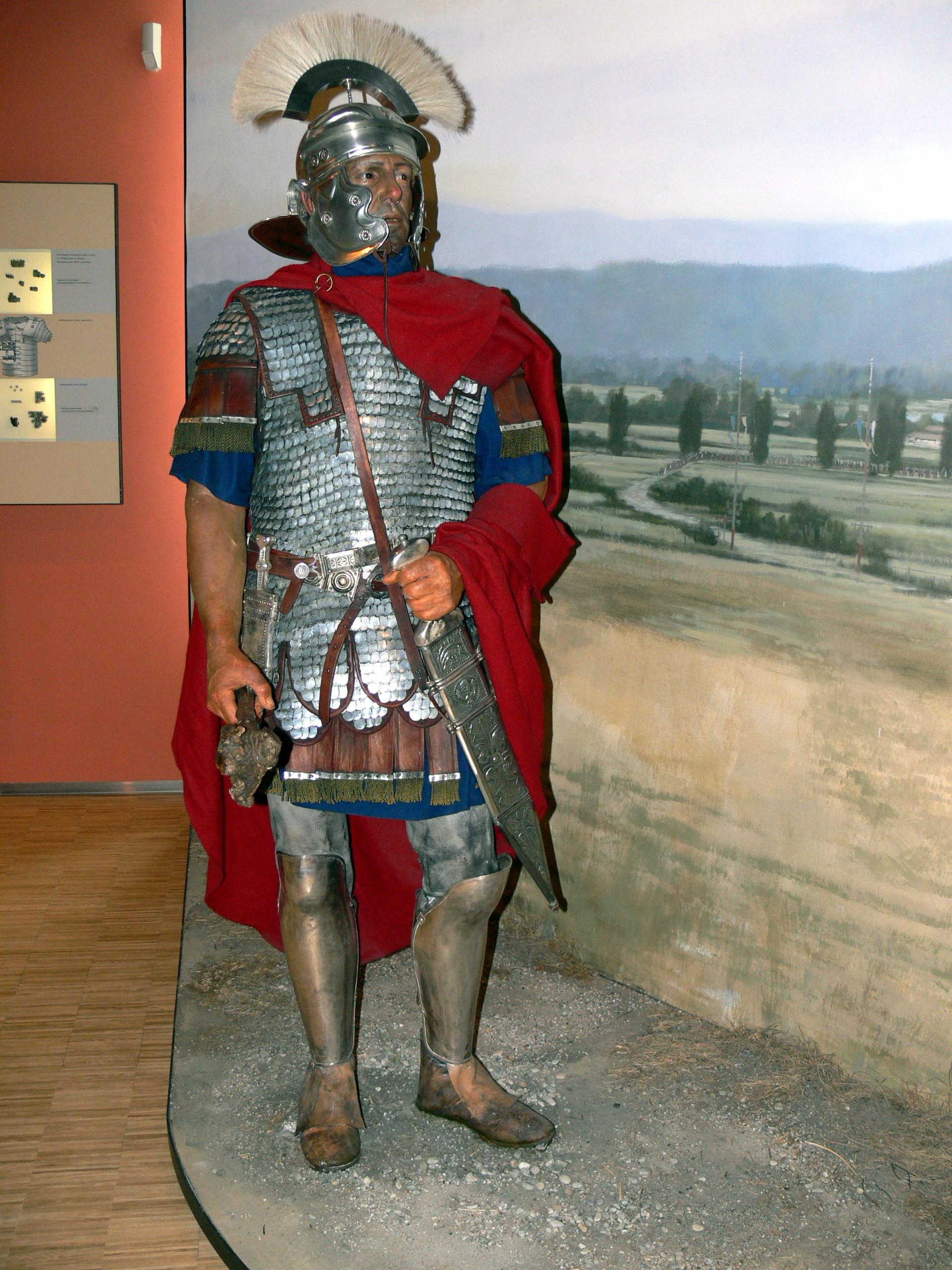
Rekonstruktion eines römischen Zenturio, Museum Quintana (Römische Abteilung).